# Manege (Moskau)
Die Manege (russisch Манеж) ist einer der größten kulturellen Ausstellungskomplexe in Moskau und wird seit 1957 für wechselnde Ausstellungen und Kunstmessen, häufig mit internationaler Bedeutung genutzt. Sie zählt zum historischen Zentrum Moskaus und grenzt an den Alexandergarten und den Kreml.

## Geschichte

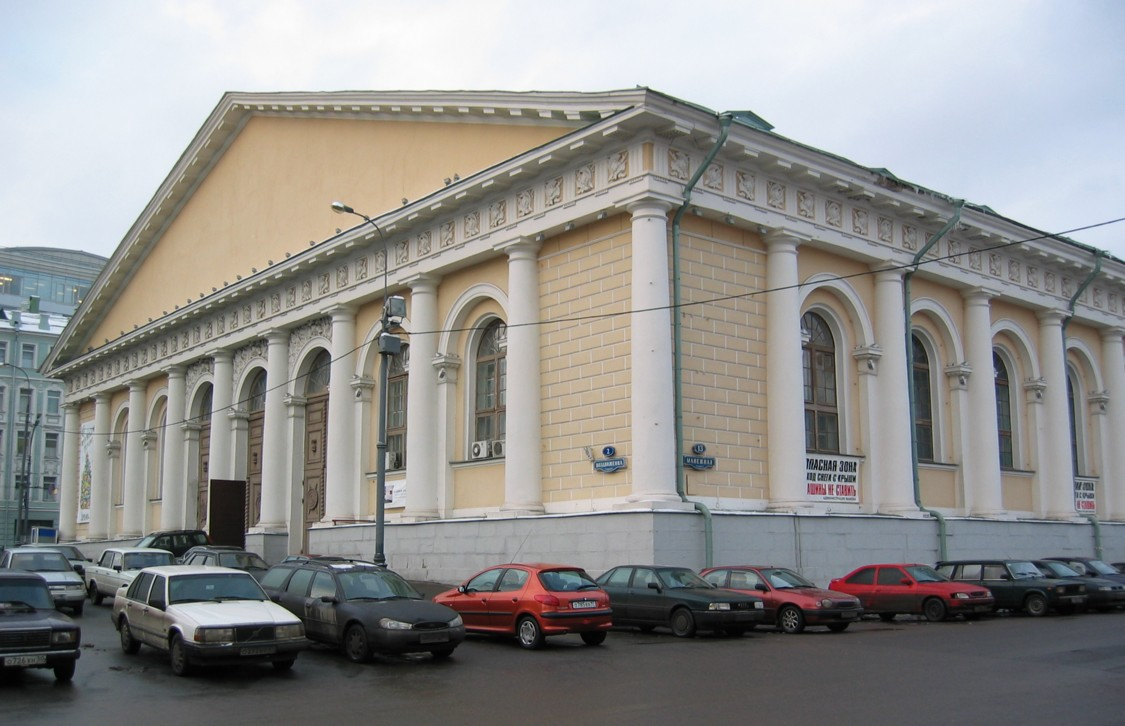
Die Moskauer Manege (2004)

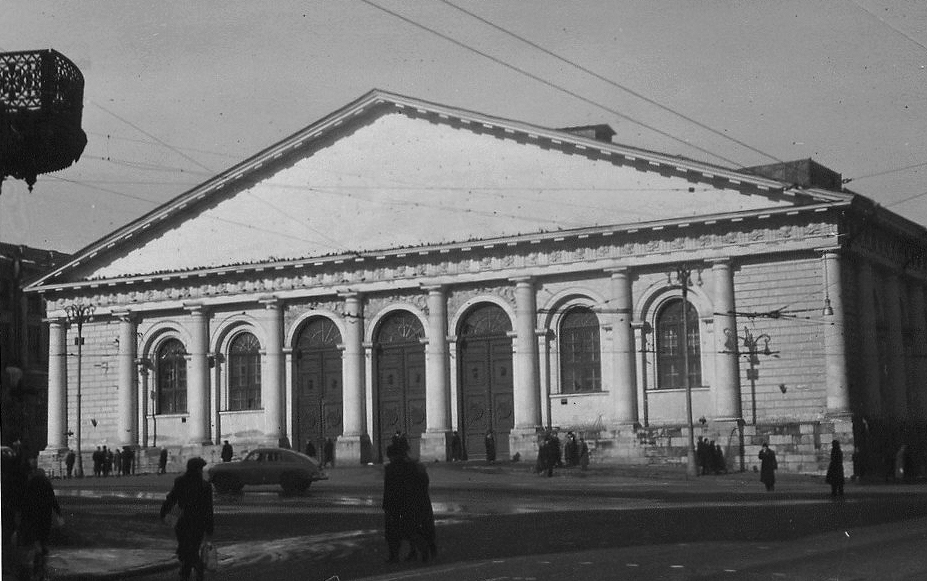
Manege in Moskau vor dem Brand (1960)

1817 wurde die Manege als Paradehalle der Offiziersreitschule zur Ehrung des Sieges über Napoleon im Jahre 1812 erbaut und wurde am 12. November 1817 durch Zar Alexander I. im Rahmen der 5-Jahr-Feier des Sieges mit einer Parade eingeweiht. Die militärische Nutzung für eine komplette Kompanie von 2000 Mann und gleichzeitige Reitervorführungen führten zu einem für die damalige Zeit sehr großen Ausmaß von 170 mal 45 Meter und wurden von dem spanischen Ingenieur und russischen General Agustín de Betancourt y Molina (1758–1824) mit einer säulenlosen, bis dahin beispiellosen Dachkonstruktion, als eine kühne Ingenieursleistung konstruiert. Um die Halle rechtzeitig zum Jubiläum fertigzustellen, wurde sie in einer Rekordzeit von nur sechs Monaten errichtet.
1823 bis 1835 wurde das Gebäude im klassizistischen Stil vom russisch-italienischen Architekten Joseph Bové (1784–1834) umgestaltet, der mehrere Städtebauprojekte, so auch das des Manege-Platzes, geleitet hatte, um die Lücken von dem Stadtbrand von 1812 zu schließen, der von den Moskauern selbst gelegt wurde, um Napoleons Truppen abzuwehren.
In den 1830er-Jahren musste die Dachkonstruktion der säulenlosen Paradehalle aus statischen Gründen doch mit Stützen in der Halle verstärkt werden.
Bereits seit 1831 wird die Manege für Ausstellungen und Messen auch zivil genutzt, 1872 für die Polytechnische Ausstellung, für Konzerte oder 1867 für einen Ball mit 12.000 Gästen. Nach der Oktoberrevolution 1917 wurde sie von der Regierung zeitweise als Garage benutzt.
1957 wurde sie wieder für öffentliche Ausstellungen und Veranstaltungen genutzt. 1962 war im Zuge restriktiver staatlicher Kulturpolitik von einem Manege-Skandal während einer Kunstausstellung die Rede.
1997 wurde zur 850-Jahr-Feier Moskaus die Manege restauriert, gleichzeitig wurde unter dem Manege-Platz ein unterirdisches Einkaufszentrum (russisch Охо́тный Ряд – Ochotny Rjad) errichtet, das die Moskauer ebenfalls Manege nennen. Die Halle wird weiter für Kunst-, Kultur- und andere Ausstellungen und Veranstaltungen genutzt.
Am 14. März 2004 geriet die Manege am Abend der Russischen Präsidentschaftswahlen komplett in Brand, dabei wurden zwei Feuerwehrmänner von einem zusammenbrechenden Dachteil erschlagen. Die Behörden nannten bereits während des Brandes einen Kurzschluss als Ursache, dagegen vermutete die Moskauer Presse Brandstiftung. Sie erinnerte daran, dass eine Investorengruppe, die von Bürgern kritisiert wurde, die historisch bedeutsame Manege durch einen Neubau mit Tiefgarage ersetzen wollte. Diese Gruppe legte auch ein Gutachten vor, das vorgibt, der hölzerne Dachstuhl der 186 Jahre alten Manege sei einsturz- und brandgefährdet gewesen. Auch der Moskauer Bürgermeister Juri Luschkow befürwortete den Neubau.
Rund ein Jahr nach dem Brand wurde das Manegegebäude nach einer umfassenden Rekonstruktion wiedereröffnet.

## Ausstellungen

### Moskauer Design-Museum
Seit November 2012 ist in der Manege unter anderem eine Ausstellung über sowjetisches Design aus den 1950er- bis 1980er-Jahren zu sehen. Die Ausstellung, die von einem privaten Verein, dem Moskauer Design-Museum getragen wird und von der Abteilung Kultur der Moskauer Stadtregierung unterstützt wird, hat großes Interesse bei der Bevölkerung gefunden, zumal sie bis 22 Uhr geöffnet ist.

### Sonderausstellungen
- 2020: Salvatore Dali, Magic Art, Retrospektive